# Condado de Kajiado
El condado de Kajiado es un condado de Kenia.
Se sitúa al sur del país y es fronterizo con Tanzania. Su capital es Kajiado, pero la localidad más importante es Ngong. La población total del condado es de 687 312 habitantes según el censo de 2009. Buena parte de su población se sitúa dentro del área metropolitana de Nairobi.
En este condado se encuentran el parque nacional de Amboseli y el desierto de Nyiri.

## Localización
El condado tiene los siguientes límites:
| Noroeste: Condado de Narok | Norte: Condado de Nakuru, Condado de Kiambu, Condado de Nairobi y Condado de Machakos | Noreste: Condado de Makueni      |
| Oeste: Condado de Narok    |                                                                                       | Este: Condado de Makueni         |
| Suroeste: Arusha, Tanzania | Sur: Kilimanjaro, Tanzania                                                            | Sureste: Condado de Taita-Taveta |

## Demografía
Las principales localidades del condado son:
1. Ngong, 107 188 habitantes
2. Kitengela, 58 167 habitantes
3. Ongata Rongai, 40 178 habitantes

## Transportes

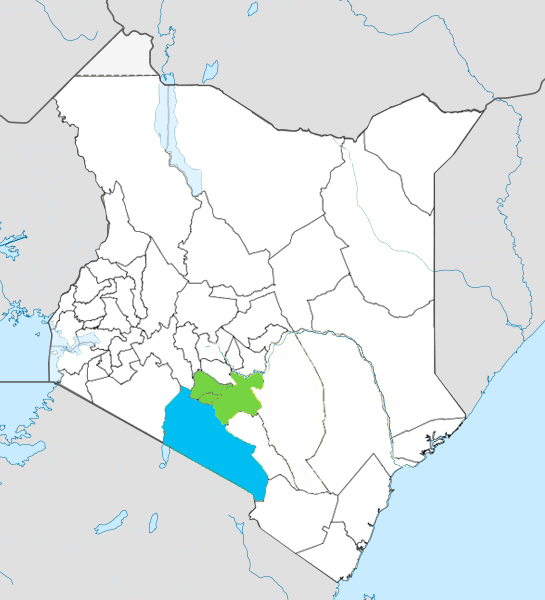
El condado de Kajiado (azul) dentro del área metropolitana de Nairobi (verde).

Pese a hallarse en las inmediaciones de la capital Nairobi, su posición periférica en el mapa nacional hace que Kajiado no sea un importante nudo de comunicaciones. La única carretera importante que atraviesa el condado es la A104, que une Tanzania con Uganda pasando por Nairobi. La carretera recorre el condado de norte a sur y pasa por Kajiado y Kitengela. En el oeste del condado, la principal carretera es la C58, que une Ongata Rongai con el lago Magadi. En el este son importantes las carreteras C102 y C103.